# Санний спорт на зимових Олімпійських іграх 2014
Змагання з санного спорту на зимових Олімпійських іграх 2014 в Сочі проходили з 8 по 13 лютого в Центрі санного спорту «Санки», розташованому біля Красної Поляни. Було розіграно 4 комплекти нагород. У порівнянні з попередньою Олімпіадою кількість медалей, збільшилася з трьох до чотирьох — рішенням МОК в програму включено змішану естафета.

## Розклад
Час UTC+4.
| Дата      | Час   | Змагання                                    |
| --------- | ----- | ------------------------------------------- |
| 8 лютого  | 18:30 | Чоловіки (одномісні сани), 1-й і 2-й спуски |
| 9 лютого  | 18:30 | Чоловіки (одномісні сани), 3-й і 4-й спуски |
| 10 лютого | 18:30 | Жінки (одномісні сани), 1-й і 2-й спуски    |
| 11 лютого | 18:30 | Жінки (одномісні сани), 3-й и 4-й спуски    |
| 12 лютого | 18:30 | Чоловіки (двомісні сани), 1-й і 2-й спуски  |
| 13 лютого | 18:30 | Змішана естафета                            |

## Медальний залік
| Місце | Країна          | Золото | Срібло | Бронза | Загалом |
| ----- | --------------- | ------ | ------ | ------ | ------- |
| 1     | Німеччина (GER) | 4      | 1      | 0      | 5       |
| 2     | Росія (RUS)     | 0      | 2      | 0      | 2       |
| 3     | Австрія (AUT)   | 0      | 1      | 0      | 1       |
| 4     | Латвія (LAT)    | 0      | 0      | 2      | 2       |
| 5     | Італія (ITA)    | 0      | 0      | 1      | 1       |
| 5     | США (USA)       | 0      | 0      | 1      | 1       |
|       | Всього          | 4      | 4      | 4      | 12      |

## Чемпіони та призери
| Дисципліна               | Золото                                                                      | Золото   | Срібло                                                                             | Срібло   | Бронза                                                             | Бронза   |
| ------------------------ | --------------------------------------------------------------------------- | -------- | ---------------------------------------------------------------------------------- | -------- | ------------------------------------------------------------------ | -------- |
| Одномісні сани, чоловіки | Фелікс Лох · Німеччина (GER)                                                | 3:27.526 | Альберт Демченко · Росія (RUS)                                                     | 3:28.002 | Армін Цеггелер · Італія (ITA)                                      | 3:28.797 |
| Одномісні сани, жінки    | Наталі Гайзенбергер · Німеччина (GER)                                       | 3:19.768 | Татьяна Гюфнер · Німеччина (GER)                                                   | 3:20.907 | Ерін Гемлін · США (USA)                                            | 3:21.145 |
| Двомісні сани, чоловіки  | Німеччина (GER) Тобіас Арльт Тобіас Вендль                                  | 1:38.933 | Австрія (AUT) Андреас Лінгер Вольфганг Лінгер                                      | 1:39.455 | Латвія (LAT) Андріс Шицс Юріс Шицс                                 | 1:39.790 |
| Естафета                 | Німеччина (GER) Наталі Гайзенбергер Фелікс Лох Тобіас Арльт / Тобіас Вендль | 2:45.649 | Росія (RUS) Тетяна Іванова Альберт Демченко Олександр Денісьєв / Владислав Антонов | 2:46.679 | Латвія (LAT) Еліза Тірума Мартіньш Рубеніс Андріс Шіцс / Юріс Шіцс | 2:47.295 |